# 马丽·尤哈斯
玛丽·尤哈奇（德語：Marie Juchacz，德語發音：[maˈʁiː ˈjʊxatʃ]；婚前姓戈尔克 (Gohlke)；1879年3月15日—1956年1月28日），德国社会民主党政治家，她曾是1919年获选的第一批女性国会议员之一。她于1908年加入社会民主党，这比德国女性获得投票权还早十一年，并积极投身于争取民主化的政治活动，她也是德国历史上第一位在国会发表讲话的女性议员。

## 早期活动
玛丽·尤哈奇于1879年3月15日出生于德意志帝国的瓦特河畔兰茨贝格，她是一位名叫特奥多尔·戈尔克（Theodor Gohlke）的木匠与他的妻子亨丽埃特（Henriette）的女儿。她的童年生活十分贫困，因此不得不在14岁时被迫辍学。她在兰茨贝格完成了中学的学业后，信仰新教的玛丽便于1893年开始工作，她先是担任女仆，然后短暂地在一家制造窗帘和渔网的工厂工作；她的父亲患有肺结核，并且由于他没有医疗保险，所以在她毕业离校后，玛丽的薪水对于维持家庭的生计就非常重要。从1896年到1898年，她担任当地一家精神病院的护士，后来她完成了裁缝学徒的学业，并找到了一份工作，她于1903年结婚；同年她的第一个女儿洛特出生，第二个孩子保罗出生于1905年，然而这段婚姻在1906年就以离婚告终。其后她带着孩子在妹妹伊丽莎白·勒尔的陪伴下移居到柏林，她与伊丽莎白的孩子一起在柏林组成了一个在当时看来不那么传统的家庭，她一直从事裁缝工作直到1913年。
玛丽在1890年代后期受当时风气影响开始阅读流行的政治作品，她本人于1908年加入了社会民主党。在奥古斯特·倍倍尔领导的竞选活动中，社民党于1879年呼吁允许女性加入政党，但在1908年旧版普鲁士结社法被废除以前，女性还不被允许加入政治党派。玛丽虽是社民党最初的女性党员之一，但是距离女性在德国选举中获得投票权还需要十多年的时间。作为一名活跃的社民党成员，玛丽很快便成为政治会议上最受欢迎的演讲者；1913年，她被党任命为当时上莱茵省的科隆妇女委员会秘书，她将孩子留在柏林由她的妹妹照料。不久她被提名担任社民党执行委员会成员，玛丽在她的新岗位把大部分的注意力放在组织和动员亚琛地区女性纺织工人维护合法权利的领域。
1914年11月，她向“全国妇女协会”做了一系列题为“战时妇女的社会义务”的演讲，尽管她以公众演说家而闻名，但这是她第一次在会议上发表演讲。会议中不仅有工人和社民党人，还为一些非国家福利团体的成员也提供了了解她的机会。在第一次世界大战期间，玛丽与安娜·玛丽亚·舒尔特、妹妹伊丽莎白·罗尔等女权主义活动家一起组织了一个名为“家庭工作中心”的妇女团体。这让妇女有机会在家工作，同时也为战争中的寡妇和孤儿提供其他支持及援助。玛丽还是食品委员会组织的成员，该委员会致力于向城市的贫困人口赈济食物。1917年，经过一年多以来的争论使得社民党内部的冲突持续加剧，包括卡尔·李卜克内西和罗莎·卢森堡等知名左翼领导人在内的“反修正主义”派在一系列国内问题和反对战争等方面与党内主流派系存在越来越严重的分歧，因此左翼分子脱离了社民党另外组成了独立社会民主党。玛丽在内的大多数成员仍留在党内并服从社民党主席弗里德里希·艾伯特的领导；同年，她回到柏林并且接受艾伯特的邀请进入党的领导层担任妇女部长，同时也接手了党内女性报纸《平等报》的编辑职位，期间她曾创立“工人福利委员会”。

## 政治生涯
1919年1月19日，玛丽当选为第一届国会议员，在德国女性刚刚获得选举权时她成为了国民议会中的37名女议员之一，她的妹妹伊丽莎白·罗尔作为社民党成员也在1919年至1920年短暂地成为议员。同年2月19日，她作为第一位在议会中发言的女性代表进行了长篇演说，这在德国议会历史上也是首次。或许是因为玛丽还不熟悉在这种场合下做开场致词，导致她在议会的讲话仅仅四个字之后就被笑声打断了：
“女士们先生们......（被笑声打断）这是第一次允许女性在国会以自由、平等的姿态向人民发表讲话，我希望在这里能完全客观地澄清这样一个事实，那就是在德国的其他地方，革命也已经压倒了旧的陈腐之见。”
同时她也是唯一一位担任德国国民议会宪法起草咨询委员会成员的女性，该委员会与行政部门一起负责起草德国宪法。玛丽代表波茨坦选区在1920年德国国会选举中获得连任，并在以后的历届国会选举中一直保有议席直到1933年3月纳粹党全面掌权为止。她在第一次出席国民议会并发表演讲后就展现了她杰出的辩论与演讲才华，在1932年4月总统选举之后动荡的岁月里她再次成为唯一一位在国会辩论中发言的女性。面对纳粹党议员的攻讦她显示出了毫不妥协的决心并进行了最后一次演说：
“女性……不想要内战，也不想要什么人民战争。女性不希望因参与国内外的政治冒险而加剧对民众的经济剥削。女性……已经看穿这一套特别是男性主导的空洞口号，这些政策与口号充斥着短视、虚荣和争名逐利。我们对国民的爱迫使我们全力抵制这些政策，这些纳粹政策......！”
1919年12月13日，玛丽致力于构思将成员自救与福利提供相结合的社团活动计划，该计划是她在战时开展组织活动时所得到的感悟，因此她成立了工人福利委员会。该组织的全称是“社会民主党工人福利代表委员会”，口号是“工人福利委员会是劳动力的自救法宝”。在纳粹统治时期委员会被取缔，但于1946年重新恢复运作，现在该组织独立于任何政党，并已成为德国整合福利基础设施的重要组成部分，在全国雇佣了145000人，另有约100000名志愿者，合计拥有约400000名成员。尽管她是德国国会议员，但在1920年代玛丽工作的重心主要在“工人福利委员会”方面，因为她发现在选举中履行社民党的政治任务远不如获得需要帮助的人们的支持来得重要。

## 战后与晚年
纳粹党元首阿道夫·希特勒上台后，逐步确立纳粹党的一党专政体制。1933年6月21日，社民党收到了希特勒的禁令，随后在7月14日社民党遭到取缔；社民党成员相继被捕或被杀，而其他人亦失去了在国会和政府的职位，玛丽的“工人福利委员会”也和其他反对纳粹浪潮的组织一样被镇压。社民党领导层陆续逃往布拉格，出于安全考虑已经54岁的玛丽·尤哈奇也于同年迁往萨尔。1935年1月13日，萨尔90.8%的当地居民投票赞成将领土并入第三帝国时，她不得不迁居到法国的阿尔萨斯。二战爆发后她被迫再度流亡，辗转于巴黎和马赛等地，她在1941年终于抵达了美国并获得紧急签证接受庇护，她开始学习英语并向美国民众揭露纳粹极权统治的罪恶。战后她于1949年结束了流亡生活返回德国并担任“工人福利委员会”的名誉主席继续从事民主事业。1956年1月28日，她在杜塞尔多夫去世，享年76岁。她被安葬在科隆的南部公墓。